# Leichtathletik-Europameisterschaften 1966/Kugelstoßen der Frauen

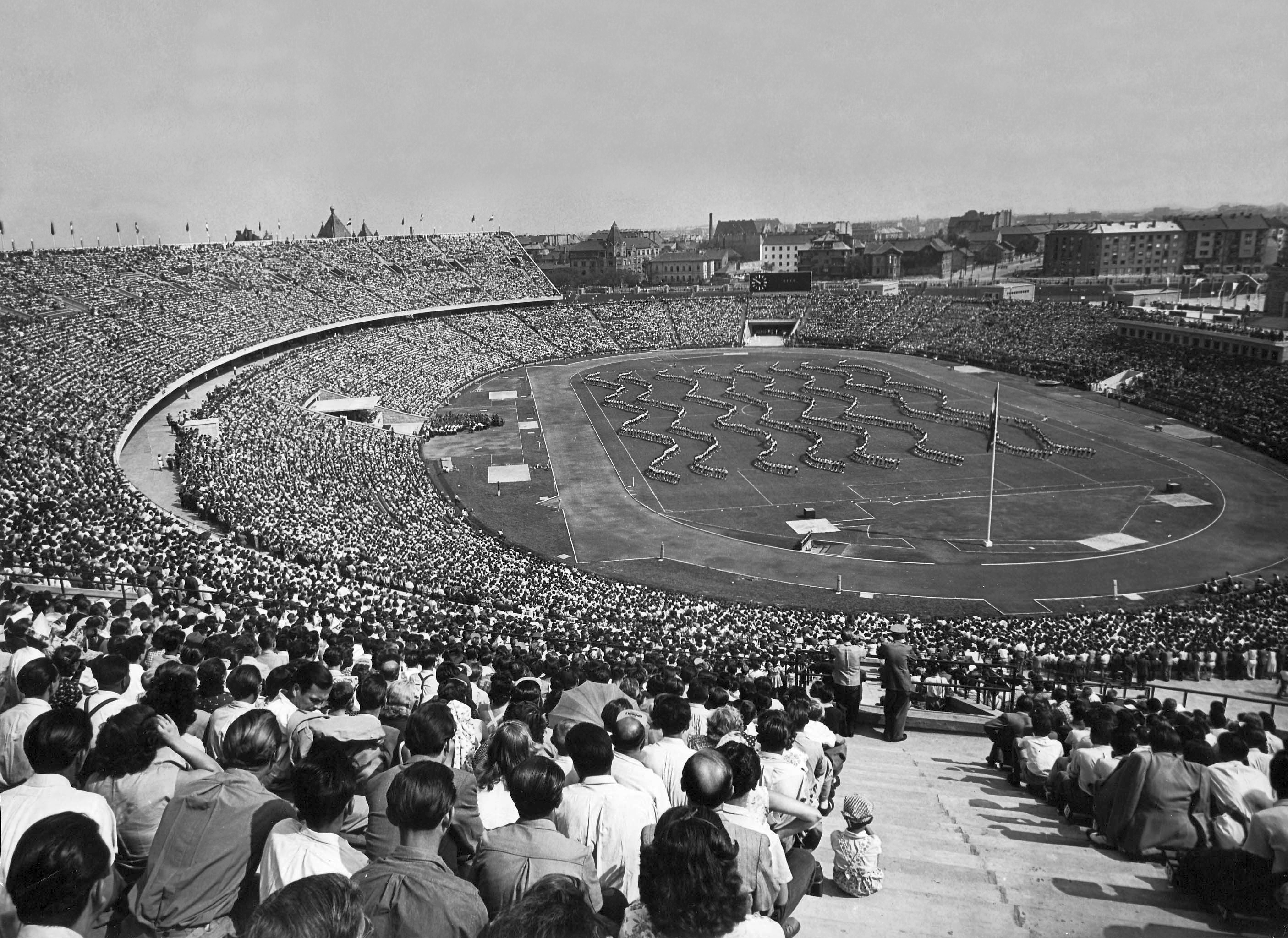
Das Népstadion bei einer Veranstaltung im Jahr 1953

Das Kugelstoßen der Frauen bei den Leichtathletik-Europameisterschaften 1966 wurde am 30. August 1966 im Budapester Népstadion ausgetragen.
In diesem Wettbewerb errangen die Athletinnen aus der DDR mit Silber und Bronze zwei Medaillen. Europameisterin wurde Nadeschda Tschischowa aus der Sowjetunion. Margitta Gummel wurde Zweite, Marita Lange belegte Rang drei.

## Bestehende Rekorde
| Weltrekord   | 18,59 m | Tamara Press | Kassel, BR Deutschland (heute Deutschland) | 19. September 1965 |
| Europarekord | 18,59 m | Tamara Press | Kassel, BR Deutschland (heute Deutschland) | 19. September 1965 |
| EM-Rekord    | 18,55 m | Tamara Press | EM Belgrad, Jugoslawien                    | 12. September 1962 |

Der bestehende Meisterschaftsrekord der hier nicht anwesenden Tamara Press – siehe dazu auch Abschnitt "Problemfeld Geschlechtsstatus" unten – wurde bei diesen Europameisterschaften nicht erreicht. Nadeschda Tschischowas Siegesstoß von 17,22 m war um 1,33 m kürzer als dieser Rekord. Zum Welt- und Europarekord fehlten 1,37 m.

## Problemfeld Geschlechtsstatus
Diskussionen gab es um die Frage des Geschlechtsstatus: Sind alle Sportlerinnen, die bei den Frauenwettkämpfen antreten, tatsächlich, Frauen? Es hatte in der Vergangenheit vor allem bei den beiden überaus erfolgreichen sowjetischen Geschwistern Tamara und Irina Press sowie auch bei anderen Athletinnen, diesbezüglich Zweifel gegeben. Die beiden stellten sich den neu eingeführten sogenannten Sextests nicht, nahmen somit an diesen Europameisterschaften nicht teil und tauchten von da an nie mehr bei Wettkämpfen auf.

## Durchführung
Bei nur vierzehn Teilnehmerinnen verzichtete man auf eine Qualifikation, alle Athletinnen stellten sich gemeinsam zum Finale.

## Finale
30. August 1966, 17.20 Uhr
| Platz | Name                  | Nation           | Weite (m) |
| ----- | --------------------- | ---------------- | --------- |
| 1     | Nadeschda Tschischowa | Sowjetunion      | 17,22     |
| 2     | Margitta Gummel       | DDR              | 17,05     |
| 3     | Marita Lange          | DDR              | 16,96     |
| 4     | Galina Sybina         | Sowjetunion      | 16,65     |
| 5     | Marija Tschorbowa     | Bulgarien        | 15,97     |
| 6     | Gertrud Schäfer       | BR Deutschland   | 15,95     |
| 7     | Marlene Fuchs         | BR Deutschland   | 15,89     |
| 8     | Ana Sălăgean          | Rumänien         | 15,48     |
| 9     | Judit Bognár          | Ungarn           | 15,17     |
| 10    | Ludmila Duchoňová     | Tschechoslowakei | 14,93     |
| 11    | Mary Peters           | Großbritannien   | 14,81     |
| 12    | Lidia Sharamovich     | Bulgarien        | 14,61     |
| 13    | Judit Mikuss          | Ungarn           | 14,35     |
| 14    | Pina Thani            | Albanien         | 12,63     |

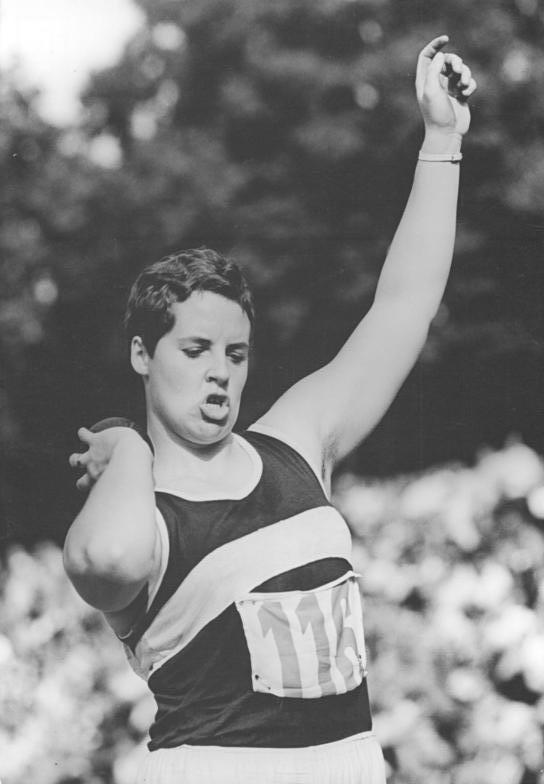
Vizeeuropameisterin Margitta Gummel – zwei Jahre später Olympiasiegerin

Die Europameisterin Nadeschda Tschischowa erzielte im Finale folgende Serie (x – ungültig):

17,22 m – 17,22 m – x – x – 16,55 m – 16,88 m – 16,65 m

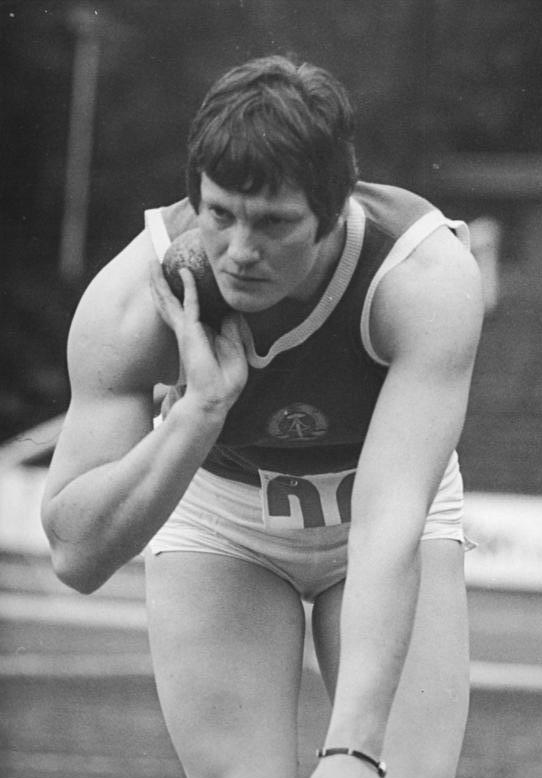
Bronzemedaillengewinnerin Marita Lange – 1968 wurde sie Olympiazweite
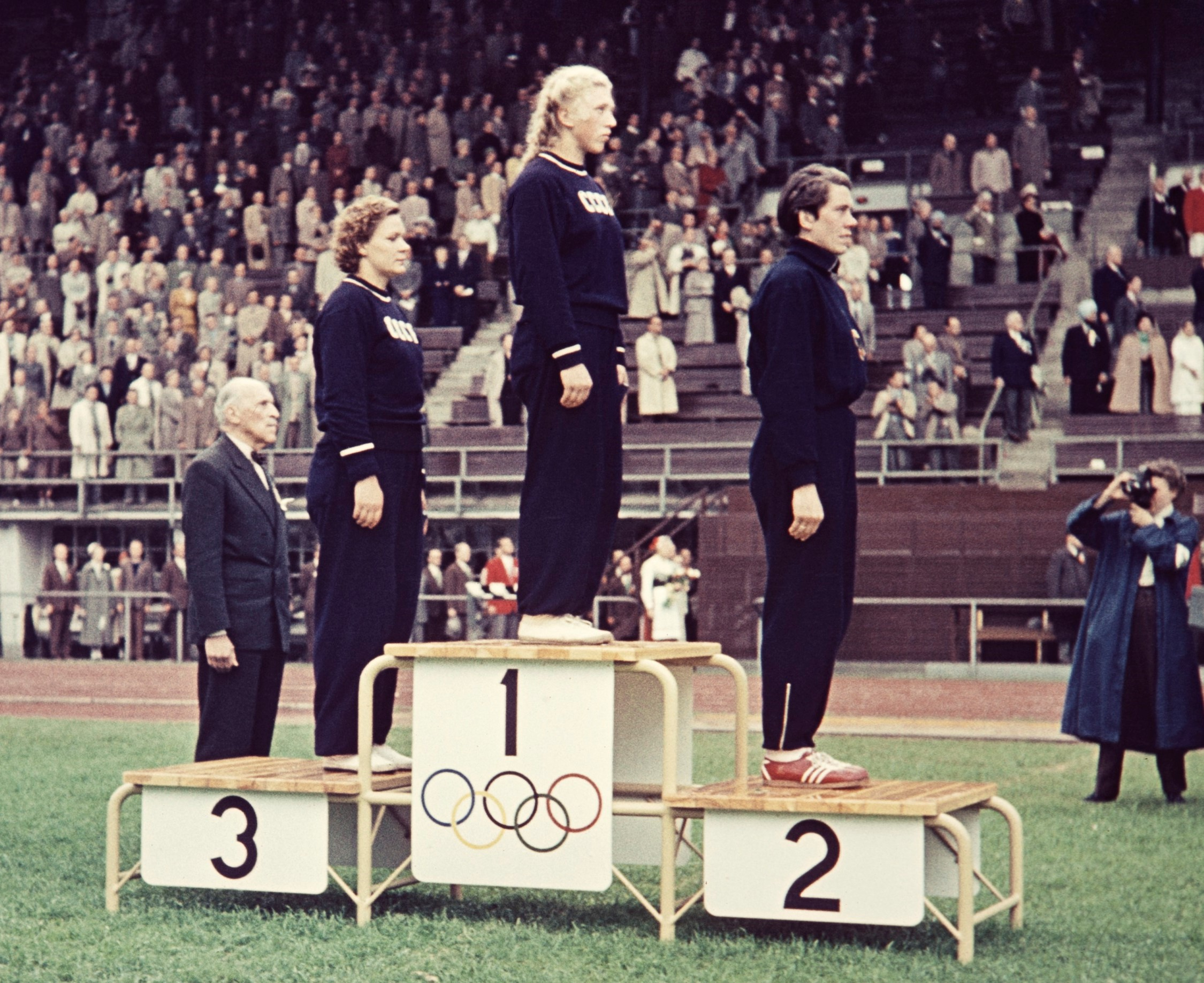
Galina Sybina – hier als Olympiasiegerin von 1952 – kam auf den vierten Platz
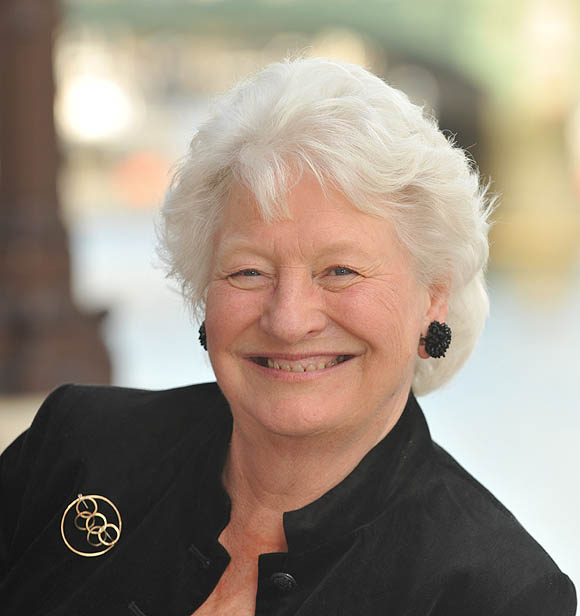
Die EM-Zwölfte von 1962 Mary Peters (hier im Jahr 2008) verbesserte sich um einen Rang – 1972 wurde sie Olympiasiegerin im Fünfkampf

## Videolinks
- EUROPEAN ATHLETICS 1966 BUDAPEST SHOT PUT WOMEN TCHIZOVA, youtube.com, abgerufen am 19. Juli 2022
- 966 European Championships shot put WOMEN, youtube.com, abgerufen am 19. Juli 2022
- European Athletics In Budapest (1966), Bereich: 6:09 min bis 6:26 min, youtube.com, abgerufen am 19. Juli 2022